# Beija-flor-de-cauda-dourada
Colibri-de-cauda-dourada ou beija-flor-de-cauda-dourada (Chrysuronia oenone) é uma espécie de ave da família Trochilidae (beija-flores).
Pode ser encontrada nos seguintes países: Bolívia, Brasil, Colômbia, Equador, Peru, Trinidad e Tobago e Venezuela.
Os seus habitats naturais são: florestas subtropicais ou tropicais húmidas de baixa altitude, regiões subtropicais ou tropicais húmidas de alta altitude e florestas secundárias altamente degradadas.

## Subespécies
São reconhecidas três subespécies:
- Chrysuronia oenone oenone (Lesson, 1832) – ocorre na Serra de Perijá, e no norte e oeste da Venezuela, na regiao central da Colômbia até o leste do Equador, no extremo nordeste do Peru e na região adjacente do extremo oeste do Brasil no estado do Amazonas.
- Chrysuronia oenone josephinae (Bourcier & Mulsant, 1848) – ocorre em grande parte do leste do Peru, extremo oeste do Brasil no estado do Acre.
- Chrysuronia oenone alleni (Elliot, 1888) - ocorre no norte da Bolívia.